# Carlos Haime
Carlos Haime Baruch (La Habana, 1924- Estados Unidos, 8 de marzo de 2011) fue un ingeniero químico, empresario y filántropo colombo-cubano de origen judío asquenazí. Fue considerado en su momento como uno de los hombres más ricos de Colombia. 
Haime fue el fundador de la empresa de aceites y grasas de cocina Grasco, la principal compañía de aceites de cocina, jabones y grasas de Colombia, y confundó con su socio Elkin Echavarría Olózaga el Hipódromo de los Andes, uno de los más importantes centros equinos de su país, así como empresas en el sector del acero, la construcción y la palmicultura. También fue conocido por su labor filantrópica, apoyando iniciativas de varios gobiernos colombianos en su momento en el sector inmobiliario y de salud.